# 1993 في الاتحاد الأوروبي
أحداث عام 1993 في الاتحاد الأوروبي.
تم تعيين 1993 على النحو التالي:
- السنة الأوروبية للمسنين والتضامن بين الأجيال

## الحكم
- رئيس المجلس الأوروبي
  -  بول شلوتر (كانون الثاني 1993)
  -  بول نيروب راسموسين (كانون الثاني – حزيران 1993)
  -  جان-لوك ديهاين (تموز – كانون الأول 1993)
- رئيس المفوضية الأوروبية -  جاك ديلور
- رئاسة مجلس الاتحاد الأوروبي -  الدنمارك (كانون الثاني – حزيران 1993)  بلجيكا (تموز – كانون الأول 1993)

## الأحداث

### كانون الثاني
- 1 يناير
  - تتولى الدنمارك رئاسة مجلس الاتحاد الأوروبي .
  - تدخل السوق الأوروبية الموحدة حيز التنفيذ، حيث تزيل المجموعة الاقتصادية الأوروبية الحواجز التجارية.[1]
- 25 يناير - الديموقراطي الاشتراكي بول نيروب راسموسن يخلف المحافظ بول شلوتر كرئيس وزراء الدنمارك ورئيس المجلس الأوروبي.

### فبراير
- 1 فبراير
  - تبدأ المفاوضات بشأن انضمام النمسا وفنلندا والسويد في بروكسل.[2]
  - توقيع اتفاقية التجارة الأوروبية مع رومانيا.[3]

### مارس
- 8 مارس - توقيع اتفاقية التجارة الأوروبية مع بلغاريا.[3]

### أبريل
- 5 أبريل - تبدأ المفاوضات بشأن انضمام النرويج في لوكسمبورغ.[4]

### مايو
- 14 مايو - اللجنة تتبنى ورقة خضراء حول معالجة الضرر البيئي.[5]
- 18 مايو - في استفتاء ثان,[بحاجة لمصدر] صوت الشعب الدنماركي لصالح معاهدة ماستريخت.[6]

### يونيو
- 14-25 يونيو - المجتمع يشارك في المؤتمر العالمي لحقوق الإنسان الذي عقدته الأمم المتحدة في فيينا، النمسا.[7]
- 21 - 22 يونيو - عقد المجلس الأوروبي في كوبنهاغن، الدنمارك . ناقش المجلس العلاقات مع الدول المنتسبة من وسط وشرق أوروبا، واتفقوا على أنهم إذا رغبت في ذلك، فإنهم سيصبحون أعضاء كاملي العضوية بمجرد أن يتحملوا التزامات العضوية من خلال استيفاء الشروط السياسية والاقتصادية. وشملت المجالات الأخرى التي نوقشت مؤسسات الاتحاد الأوروبي، وتحسين الوصول إلى الأسواق وزيادة التكامل الاقتصادي.[8]

### يوليو
- 1 يوليو - بلجيكا تتولى رئاسة مجلس الاتحاد الأوروبي .
- 7 - 9 يوليو - انعقدت القمة التاسعة عشرة لمجموعة السبع في طوكيو باليابان[9] مع الاتحاد الأوروبي ممثلاً هينينج كريستوفرسن[10] نائب رئيس المفوضية الأوروبية وجان لوك ديهاين رئيس المجلس الأوروبي.[10]
- 19 يوليو - المجلس يتبنى برنامج Tacis الجديد للدول المستقلة في الاتحاد السوفيتي السابق.[11]

### أغسطس
- 2 أغسطس - المملكة المتحدة تصدق على معاهدة الاتحاد الأوروبي.

### سبتمبر
- 29 سبتمبر - المفوضية تتبنى ورقة خضراء حول البعد الأوروبي للتعليم.[12]

### أكتوبر
- 8 - 9 اكتوبر - يحضر الجماعة نظمت قمة فيينا من قبل مجلس أوروبا.[13]
- 20 أكتوبر - اعتمدت المفوضية الورقة الخضراء بشأن ضمانات السلع الاستهلاكية وخدمات ما بعد البيع.
- 25 أكتوبر - عقد مؤتمر بين المؤسسات في لوكسمبورغ ، بدعوة من رئيس المجلس الأوروبي ، وحضره البرلمان والمجلس والمفوضية . لقد تبنوا إعلانا حول الديمقراطية والشفافية والتابعة. مشروع اتفاقية حول إجراءات تطبيق مبدأ التبعية. مشروع قرار البرلمان الأوروبي بشأن اللوائح والشروط العامة لواجبات أمين المظالم، ونص لجنة التوفيق بشأن إجراءات القرار المشترك.[14]
- 29 أكتوبر - عقد اجتماع المجلس الأوروبي لرؤساء الدول في بروكسل، بلجيكا. يوافق المجلس على إجراءات تنفيذ معاهدة ماستريخت ، ويؤكد هدف إنشاء اتحاد اقتصادي ونقدي على النحو المنصوص عليه في المعاهدة، على أن تبدأ المرحلة الثانية من الاتحاد النقدي الأوروبي في 1 يناير 1994. كما تم تحديد سياسة خارجية وأمنية مشتركة على أنها ضرورية لمواجهة التحديات الجديدة في أوروبا. كما تم اتخاذ قرارات بشأن مواقع مقاعد المؤسسات والعدل والشؤون الداخلية.[15]

### نوفمبر
- 1 نوفمبر - تأسس الاتحاد الأوروبي رسمياً مع دخول معاهدة الاتحاد الأوروبي حيز التنفيذ.[16]
- 16 نوفمبر - المفوضية تتبنى ورقة خضراء حول وصول المستهلكين إلى العدالة وتسوية نزاعات المستهلكين.[17]
- 17 نوفمبر - تتبنى المفوضية الورقة الخضراء بشأن خيارات السياسة الاجتماعية الأوروبية للاتحاد.[18]

### ديسمبر
- 5 ديسمبر - اعتمدت المفوضية الكتاب الأبيض بشأن النمو والقدرة التنافسية والتوظيف: التحديات وسبل المضي قدمًا في القرن الحادي والعشرين.[19]
- 6 ديسمبر - توصل المجلس والمفوضية إلى اتفاق بشأن مدونة سلوك تحكم وصول الجمهور إلى الوثائق الرسمية.[20]
- 9 ديسمبر - تم التوقيع على إعلان بين الاتحاد الروسي والاتحاد الأوروبي من قبل بوريس يلتسين وجاك ديلور وجان لوك ديهاين ، بهدف تعزيز العلاقات بين البلدين، لا سيما في المجال السياسي.[21]
- 10 - 11 ديسمبر - المجلس الأوروبي يعقد رؤساء الدول في بروكسل ، بلجيكا . الاجتماع لأول مرة منذ بدء نفاذ معاهدة الاتحاد الأوروبي . واعتمدت خطة عمل تتعلق بالعدالة والشؤون الداخلية إلى جانب خطة للنمو والتنافسية والتوظيف. تقرر أن يعقد الاتحاد الأوروبي مؤتمرًا افتتاحيًا حول ميثاق الاستقرار لدول وسط وشرق أوروبا في ربيع 1994.[22]
- 13 ديسمبر - يبرم المجلس اتفاقية إنشاء المنطقة الاقتصادية الأوروبية.[23]
- 15 ديسمبر - تم التوقيع على اتفاقية كجزء من مفاوضات جولة أوروغواي (الجات) في جنيف من قبل الدول المشاركة بشأن التعريفات الجمركية، والوصول إلى الأسواق للسلع والخدمات.[24]

## عواصم الثقافة الأوروبية
عاصمة الثقافة الأوروبية هي مدينة حددها الاتحاد الأوروبي لمدة سنة تقويمية واحدة، تنظم خلالها سلسلة من الفعاليات الثقافية ذات البعد الأوروبي القوي.
- أنتويرب، بلجيكا